# Quatuor à cordes no 2 de Beethoven
Op. 18 : no 2
Pour les articles homonymes, voir Quatuor à cordes no 2.
Le Quatuor à cordes no 2 en sol majeur, opus 18 no 2, de Ludwig van Beethoven, est composé en 1799, publié en 1801 et dédié, avec les cinq autres quatuors de l'opus 18, au prince Joseph Franz von Lobkowitz. Il est chronologiquement le troisième des six premiers quatuors de Beethoven et il est parfois surnommé le Quatuor des compliments (Complimenterquartett).

## Présentation de l'œuvre

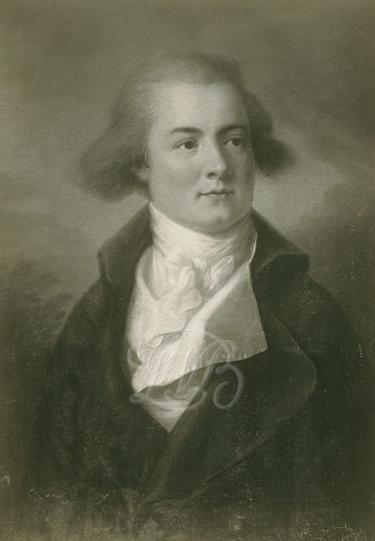
Le prince Lobkowitz

Ce quatuor était troisième dans l'ordre de composition, des esquisses sont mêlées à celles des Variations pour piano à quatre mains WoO 74, écrites en mai 1799 pour Joséphine et Thérèse de Brunswick. Beethoven, parlant un jour du quatrième mouvement, le trouve « Aufgeknöpft » (déboutonné).
L'édition originale des six quatuors op.18 est réalisée à Vienne par Tranquillo Mollo, en deux livraisons, en juin et octobre 1801. Le titre est en français : « Six Quatuors pour deux violons, Alto et Violoncelle composés et dédiés a son Altesse Monseigneur le prince régnant de Lobkowitz par Louis van Beethoven ».

Il comporte quatre mouvements :
1. Allegro, à 
, en sol majeur
2. Adagio cantabile, à 
, en ut majeur
3. Scherzo. Allegro, à 
, en sol majeur
4. Allegro molto, quasi Presto, à 
, en sol majeur

Sa durée d’exécution est d'environ 23 minutes.

## Repères discographiques
- Quatuor Busch, 1942 (Sony)[7]
- Quatuor Hongrois, 1953 (EMI)[8]
- Quatuor Végh, 1974 (Auvidis-Valois)[9]
- Quatuor Alban Berg, 1979 (EMI)[10],[11]
- Quatuor Takács, 2004 (Decca)[12]
- Quatuor de Tokyo, 2009 (Harmonia Mundi)
- Quatuor Artemis, 2011 (Virgin Classics)[13]
- Quatuor Belcea, 2012 (Zig-Zag Territoires)[14]
- Quatuor Ébène, 2020 (Erato)[15]